# Docteur Schtroumpf
Docteur Schtroumpf est le dix-huitième album, et la soixante-dix-neuvième histoire, de la série de bande dessinée Les Schtroumpfs originellement créée par Peyo. Publié en 1996 aux éditions Le Lombard, l'album est scénarisé par Luc Parthoens et Thierry Culliford et illustré par Alain Maury.

## Résumé
D'ordinaire, le Grand Schtroumpf est le seul médecin du village et c'est lui qui s'occupe des Schtroumpfs qui sont malades. Cependant, un Schtroumpf décide lui-même de faire de la médecine et ses techniques séduisent de plus en plus de monde. Quant au Schtroumpf à lunettes, chef du chantier, il n'a plus personne pour travailler avec lui.

## Analyse
Cet album est censé être une satire du monde de la médecine, caricaturant les charlatans qui proposent des traitements excessifs et inefficaces et les clients qui exploitent les ordonnances médicales pour travailler le moins possible. Parmi les médecines utilisées par les Schtroumpfs soi-disant docteurs, on compte notamment la médecine généraliste, la psychologie et l'acupuncture.
Aussi, l'histoire fait très clairement référence à la pièce Knock ou le Triomphe de la médecine de Jules Romains. On assiste même à une parodie de la fameuse scène « Est-ce que ça vous chatouille ou est-ce que ça vous gratouille ? », où un Schtroumpf dit « Ça me schtroumpfe, ou plutôt ça me gratouille ».